# (1321) Majuba
(1321) Majuba – planetoida z pasa głównego asteroid okrążająca Słońce w ciągu 5 lat i 21 dni w średniej odległości 2,95 au. Została odkryta 7 maja 1934 roku w Union Observatory w Johannesburgu przez Cyrila Jacksona. Nazwa planetoidy pochodzi od wzgórza Majuba Hill w górach Smoczych, gdzie rozegrała się bitwa na wzgórzu Majuba. Przed nadaniem nazwy planetoida nosiła oznaczenie tymczasowe (1321) 1934 JH.